# O színképtípusú csillag
Az O színképtípusú csillagok 25–40 000 K hőfokkal a legmagasabb felszíni hőmérsékletű csillagok.
Sugárzási maximumuk az ultraibolya tartományba esik, a látható színképtartományban megfigyelve kék színűek. Az O színképtípusnak (kivételesen) 5 alosztálya van; a számozás O5-től O9-ig tart, ahol O5 az osztályon belüli legforróbb csillagokat jelöli. Domináns vonalak: a semleges hélium (O5-től O9-ig erősödik), az egyszeresen ionizált hélium, a kétszeresen ionizált nitrogén, a kétszeresen ionizált oxigén, a kétszeresen ionizált szén és a háromszorosan ionizált szilícium. Feltűnők a hidrogén Balmer-vonalai, habár a késői alosztályoknál nem olyan erősek. Mivel ezek a csillagok különösen forrók, ezért egyes vonalaik emissziósnak mutatkoznak. (Az erős ultraibolya sugárzásuk ionizálja a légkörük külső rétegeit.) A legritkábban ez a színképosztály fordul elő a fősorozati csillagoknál. Ennek az a magyarázata, hogy a fősorozatot gyorsan elhagyják, a rövid élettartamuk miatt. A fősorozati csillagok 0,00003125%-a tartozik ebbe az osztályba – ilyen csillagok például a ζ Puppis, a λ Orionis és a  Trapéz-csillagok az Orion-ködben. A lenti ábrán egy O5 V színképtípusú csillag színképe látható.

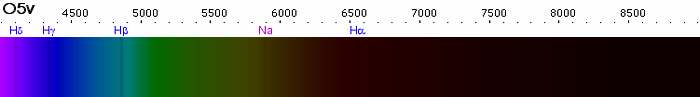
Egy O5v spektráltípusú csillag színképe